# Козенець (Мазовецьке воєводство)
Козенець (пол. Kozieniec) — село в Польщі, у гміні Потворув Пшисуського повіту Мазовецького воєводства. Населення — 288 осіб (2011). Місто розташоване на відстані близько 3 км на північний захід від Потворова, 20 км на північ від Пшисухи, 79 км на південь від Варшави. 
У 1975-1998 роках село належало до Радомського воєводства.

## Демографія
Демографічна структура станом на 31 березня 2011 року:
|          | Загалом | Допрацездатний вік | Працездатний вік | Постпрацездатний вік |
| -------- | ------- | ------------------ | ---------------- | -------------------- |
| Чоловіки | 146     | 37                 | 89               | 20                   |
| Жінки    | 142     | 30                 | 75               | 37                   |
| Разом    | 288     | 67                 | 164              | 57                   |